# 灌县紫堇
灌县紫堇（学名：Corydalis flexuosa sp. kuanhsiensis）为罂粟科紫堇属下的一个亚种。

## 扩展阅读
- 維基物種上的相關：灌县紫堇